# 魏華存
魏 華存（ぎ かそん、252年 - 334年）は道教の仙女。字は賢安。仙女としての位は紫虚元君、号は上真司命南岳夫人など。通称、南岳夫人。兗州任城郡樊県の人。西晋の魏舒の娘で、夫は劉文、息子に劉璞、劉瑕、孫に劉暢。謝霊運の母方の先祖に当たる。

## 経歴
幼くして道教を好み、静かで慎み深く、老荘と三伝（左氏伝・公羊伝・穀梁伝）、五経、諸子百家を悉く読んだ。神仙を思慕して常に胡麻散と茯苓丸を服し、気息を整え静かに摂生を行っていた。親戚が来ても会うこともなく、常に（修行の為）別居を欲していたが両親は許さなかった。
咸寧元年（275年）24歳で、強いられて太保掾の南陽の劉文（幼彦）に嫁ぎ、劉璞、劉瑕の二子を生んだ。劉文が後に修武県令（司州汲郡）となると夫人の神仙への思いはますます募り、息子たちがあらかた育つと、離れに別室を建てそこで暮らした。
そうして三カ月が経った元康9年（299年）の冬、太極真人、東華大神、清虚真人（王褒）ら神仙が降臨し、『太上宝文』、『八素隱書』、大洞『真経』、『霊書八道』、『紫度炎光』、『石精金馬』、『神真虎文』、『高仙羽玄』などの経典31巻を王褒が師となって教授した。
劉文は夕方に降臨した彼ら神仙に気付かず、しばらくして亡くなった。そのうち、天下が乱れると、親族を養い困窮者を助け、また神仙の啓示から中原が争乱となることを知って、二子を携えて江南に遷った。息子たちが東晋に仕えると、本格的に修行に打ち込んだ。
その後、咸和9年（334年）、王褒らが降臨し、東華大神から「遷神白騎神散」と「石精金光化形霊丸」の二錠の仙薬を賜ったが、病と称していかず、七日後に太乙玄仙が飈車を迎えにやると、剣解法（尸解の一つ）によって登仙し、陽洛山に入った。
修行すること16年、容貌は少女のようであった。亀山九虚太真金母などに迎えられ、上清宮玉闕を詣でて紫虚元君の位を授けられ、上真司命南岳夫人を領した。また王褒から「甘草穀仙方」を伝授され夫人は服用し、隷書を得意としたので王褒の伝記と『黄庭内景注』を著述した。
息子の劉璞が侍中となると、楊羲に秘法を伝えさせ、許穆親子から陶弘景に継承され『真誥』が編纂された。